# مرموت
مرموت (به آلمانی: Mermuth) یک شهر در آلمان است که در راین-هونسروک واقع شده‌است. مرموت ۳۰۲ نفر جمعیت دارد.